# Einmal im Leben – 30 Dinge, die ein Mann tun muss
Einmal im Leben – 30 Dinge, die ein Mann tun muss ist eine Comedy-Sendung des Senders RTL im Charakter des Reality-TV.
In der Sendung erledigt der als „Dschungelkönig“ bekannte Ross Antony in vier Folgen 30 Aufgaben, die man – laut Titel – unbedingt einmal im Leben tun muss.
Antony beschreibt die Sendung folgendermaßen:

„Ich habe 30 Dinge ausprobiert, die ein Mann einmal im Leben machen sollte. Fallschirmspringen, mit Haien schwimmen, ein Iglu bauen oder mit den Chippendales tanzen. Manche Sachen waren toll. Andere wiederum waren wie im Dschungel, das heißt: eine riesige Herausforderung. Da flossen auf jeden Fall ein paar Tränen. Lustig war vor allem der Tag mit den Chippendales, als wir gemeinsam trainierten und eine Choreografie einstudierten. Ich habe tierisch viel gelacht!“

Die Zuschauer hatten vorab im Internet die Gelegenheit, auf der Internetpräsenz von RTL über die Aktionen abzustimmen, denen sich Ross Antony stellen soll. Die Aufgaben werden ihm in jeder Folge vom Moderator Daniel Hartwich verkündet. Prominente Unterstützung erhält Antony von Christina Surer, Michaela Schaffrath, Andrea Göpel, Oliver Beerhenke, Giovanni Zarrella und Thomas Dold.

## Erste Folge
Die erste Folge wurde am 25. Oktober 2008 ausgestrahlt. Zum Start stellte Daniel Hartwich Antony folgende Aufgaben:
Einmal im Leben …
- … vom Zehn-Meter-Turm springen; Drehort: Deutschland
- … auf dem Bauernhof kräftig mit anpacken (mit Bauer Andreas aus Bauer sucht Frau); Drehort: Deutschland
- … ein Stuntman sein; Drehort: Bottrop/Deutschland
- … mit Haien tauchen; Drehort: Los Angeles/USA
- … ältere Menschen glücklich machen; Drehort: Deutschland
- … mit den Chippendales tanzen; Drehort: Las Vegas/USA
- … ein Iglu bauen (mit Andrea Göpel aus Mein Garten); Drehort: Schweden[2]

## Zweite Folge
Die zweite Folge wurde am 1. November 2008 ausgestrahlt. Diesmal stellte sich Antony folgenden Aufgaben:
Einmal im Leben …
- … einen Tag lang Cowboy sein; Drehort: USA
- … ein Haus abreißen; Drehort: Deutschland
- … einen Hochseilgarten bezwingen (mit Oliver Beerhenke); Drehort: Deutschland
- … ungebetenen Besuch loswerden; Drehort: Deutschland/Siegburg
- … Rennluft schnuppern (mit Rennfahrerin Christina Surer); Drehort: Deutschland/Hockenheimring
- … schluchteln (Canyoning); Drehort: Österreich
- … alle Hamburger in einem Fast-Food-Restaurant essen; Drehort: USA/New York City

## Dritte Folge
Die dritte Folge wurde am 8. November 2008 ausgestrahlt. Folgende Aufgaben waren von Antony zu bewältigen:
Einmal im Leben …
- … Achterbahn fahren; Drehort: Heide-Park Soltau/Deutschland
- … ein Hochhaus an der Hauswand hinunterlaufen; Drehort: Frankfurt am Main/Deutschland
- … Wildwasser bezwingen; Drehort: Berchtesgaden/Deutschland
- … auf einem Elefanten reiten; Drehort: Deutschland
- … im Eiswasser baden (mit Michaela Schaffrath); Drehort: Schweden
- … ein Flugzeug selbst fliegen; Drehort: Deutschland
- … das Opfer einer Tortenschlacht sein; Drehort: Deutschland/Köln
- … ein Artist sein; Drehort: Deutschland

## Vierte Folge
Die vierte und letzte Folge wurde am 15. November 2008 ausgestrahlt. Die Herausforderungen für Antony waren folgende:
Einmal im Leben …
- … ein Kindergärtner sein; Drehort: Deutschland
- … Panzer fahren; Drehort: Deutschland
- … einen Fallschirmsprung wagen (mit seinem Ehemann Paul Reeves); Drehort: Belgien/Spa
- … seinen Allerwertesten kopieren (mit seinem Ex-Bandkollegen Giovanni Zarrella); Drehort: Deutschland/Köln
- … Sumō ringen; Drehort: Deutschland
- … zu Fuß einen Wolkenkratzer bezwingen (mit Thomas Dold); Drehort: Manhattan, New York City, USA
- … ein sexy Fotoshooting machen, Drehort: Deutschland
- … eine Nacht alleine im Wald verbringen; Drehort: Deutschland

## Quoten
Die Serie wurde im Durchschnitt von 1,04 Millionen im Alter von 14- bis 49-Jährigen gesehen, dies ist in der Zielgruppe ein Marktanteil von 17,2 Prozent. Beim Gesamtpublikum schafft es die Sendung auf 1,62 Millionen, das macht einen Marktanteil von 13,7 Prozent.